# Krutoiarivka, Mejova
Krutoiarivka (în ucraineană Крутоярівка) este un sat în comuna Zoreane din raionul Mejova, regiunea Dnipropetrovsk, Ucraina.

## Demografie
Componența lingvistică a localității Krutoiarivka
     Ucraineană (97,26%)
     Rusă (2,74%)
Conform recensământului din 2001, majoritatea populației localității Krutoiarivka era vorbitoare de ucraineană (97,26%), existând în minoritate și vorbitori de rusă (2,74%).